# Giordano Meacci
Giordano Meacci (Roma, 13 novembre 1971) è uno scrittore e sceneggiatore italiano.

## Biografia
Allievo di Luca Serianni, con il quale ha collaborato (con Francesca Serafini) curando il saggio L'italiano letterario. Poesia e prosa (Città di Castello, Edimond, 2011) per la Storia della lingua italiana per immagini, ha contribuito su temi legati alla lingua e alla scrittura letteraria con Rai, Treccani, Società Dante Alighieri e con le case editrici minimum fax e Laterza. Con Francesca Serafini e Claudio Caligari ha scritto la sceneggiatura di Non essere cattivo, candidata al David di Donatello 2016 e vincitrice del Premio Amidei. Sempre con Francesca Serafini ha scritto la sceneggiatura di Fabrizio De André - Principe libero. Nel 2016 è stato finalista del Premio Strega con Il cinghiale che uccise Liberty Valance, e tra i vincitori del Premio Lo Straniero. In occasione dei premi Flaiano 2021, riceve il premio per la sceneggiatura televisiva per Carosello Carosone.

## Opere principali
- Improvviso il Novecento: Pasolini professore, Roma, Minimum fax, 1999
- Salùn: frammenti di un discorso rumoroso, Roma, Minimum fax, 2001
- Fuori i secondi: guida ai personaggi minori, Milano, Scuola Holden BUR, 2002
- Tutto quello che posso, Roma, Minimum fax, 2005
- Personaggi secondari: i non protagonisti, Novara, De Agostini, 2007
- Il cinghiale che uccise Liberty Valance, Roma, Minimum fax, 2016
- Lui, io, noi (con Dori Ghezzi e Francesca Serafini), Milano, Mondolibri, 2018
- Cittadino Cane, Massa, Industria&Letteratura, 2022
- Acchiappafantasmi, Roma, Minimum fax, 2023